# Anneau de sursauts de rayons gamma
 (mai 2021).
Un grand anneau constitué par neuf sursauts de rayons gamma, qui s'étalerait sur environ 5,6 milliards d'années-lumière, est annoncé en septembre 2015 et serait localisé à une distance d'environ 2,8 gigaparsecs (9,1 milliards d'années-lumière) de la Terre. Étant donné sa taille, environ cinq fois plus grande que les plus grandes structures considérées comme possibles dans le modèle cosmologique actuel. 

## Découverte
En juillet 2015, I. Horvath, J. Hakkila, Z. Bagoly et d'autres astrophysiciens, alors qu'ils analysent les répartitions des sursauts de rayons gamma dans le ciel distant, découvrent un étrange regroupement de ces derniers. Il s'avère que, entre z = 0,78 et 0,86, un total de neuf sursauts de rayons gamma ont pu être détectés dans une région de 43° par 30° du ciel.

## Caractéristiques
Dans le papier fourni par l'équipe responsable de cette découverte, le lieu de cette structure n'a pas été communiqué. En revanche, la taille et la distance ont été données ; 5,6 milliards d'années-lumière de diamètre et une distance de 9,1 milliards d'années-lumière de la Terre.